# David Hoffmann (Gelehrter)

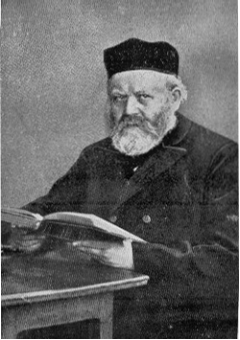
David Hoffmann

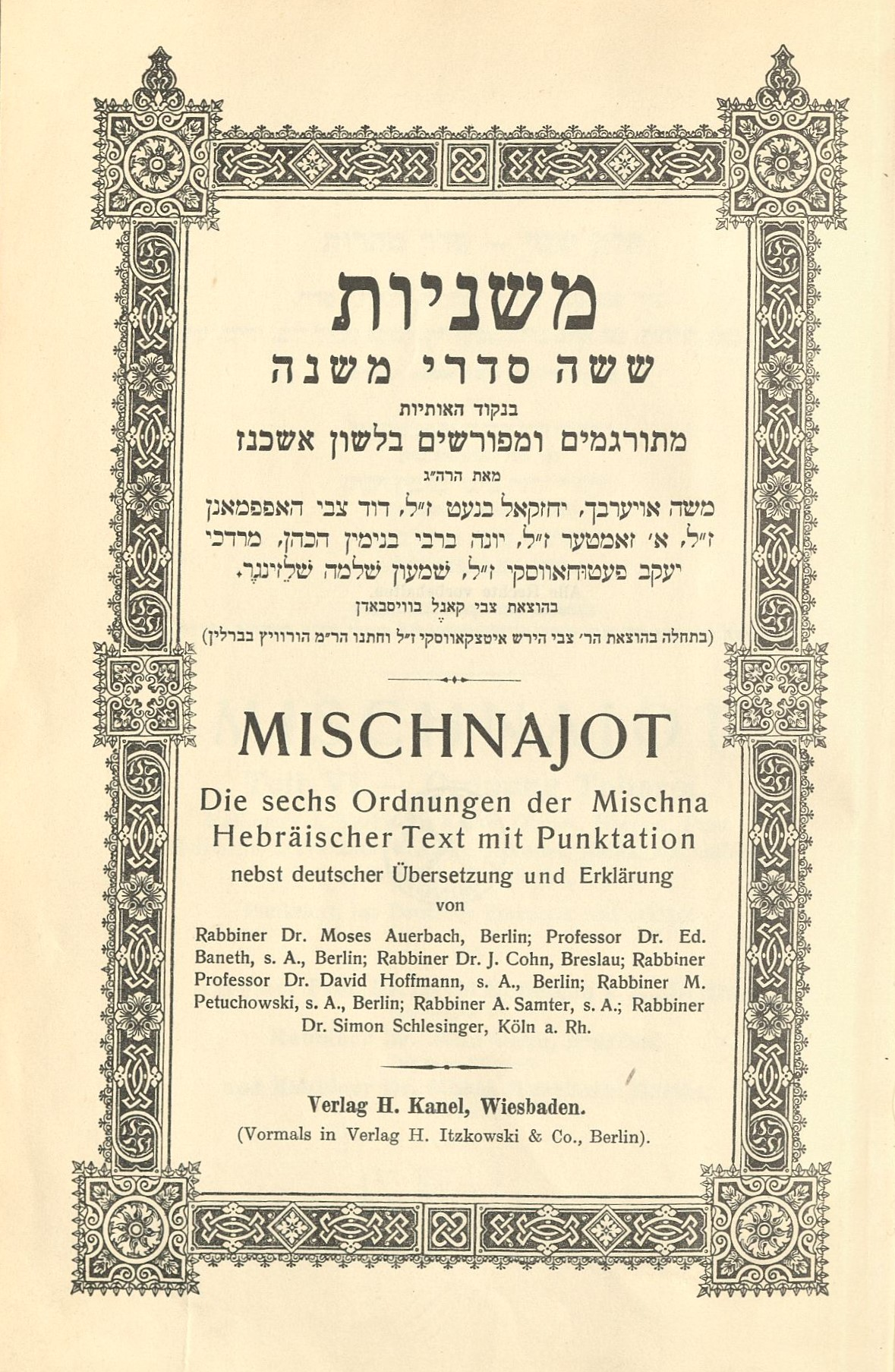
Mischnajot

David Zvi Hoffmann (geboren am 23. November 1843 in Werbau, Kaisertum Österreich; gestorben am 20. November 1921 in Berlin) war jüdischer Gelehrter, Bibel- und Talmudforscher, Gegner der Bibelkritik, lieferte unter anderem Übersetzung und Kommentar zu Leviticus und Deuteronomium (1905 f., 1913 ff.), Der Schulchan Aruch (1885).
Er studierte von 1866 bis 1868 Philosophie und Orientalistik in Wien, anschließend bis 1870 in Berlin und Tübingen, wo er 1871 promoviert wurde. Ab 1873 war er Dozent am Rabbinerseminar zu Berlin, ab 1899 zudem Rektor des Seminars, das in weiterer Folge als Hildesheimer Rabbinerseminar bekannt wurde.